# Bright shine on Time
「Bright shine on Time」（ブライト シャイン  オンタイム）は、丹下桜の9作目のシングルである。1999年7月23日、KONAMIより発売された。

## 概要
- 作詞・作曲・サウンドプロデュースに岡田実音を迎えて初のシングル。この曲は丹下にとって大きな転換期になった楽曲と言える。
- アルバム『Neo-Generation』、ベストアルバム『SAKURA』に「Bright shine on Time」のみ収録されているが、ベストアルバム『MARINE』には「ふたりの夏」が収録されている。
- 初回限定盤は、ポケットカード封入。

## 収録曲
1. Bright shine on Time [5:41]
作詞・作曲：岡田実音、編曲：岡田実音・高島智明
TOKYO FMラジオ「氷上・丹下のトラチョコ・チャット」1999年7、8月オープニングテーマ
2. ふたりの夏 [5:41]
作詞・作曲：岡田実音、編曲：岡田実音・高島智明
3. Bright shine on Time（karaoke） [5:42]
4. ふたりの夏（karaoke） [5:38]